# Janez Nepomuk Majnik
Janez Nepomuk Majnik, slovenski rimskokatoliški duhovnik in sadjar, * 19. april 1803, Spodnja Idrija, † 2. marec 1877, Žiri.

## Življenje in delo
Sveto mašniško posvečenje je prejel 20. avgusta 1830. Najprej je bil kaplan v Podbrezju pri kasneje znanem slovenskem misijonarju Francu Pircu in se pri njem navdušil za sadjarstvo. Leta 1837 je tu prezidal župnišče in okoli njega uredil sadni vrt. Iz Podbrezja je odšel v Lozice, kjer se je ukvarjal tudi s homeopatijo, oktobra 1844 pa je prišel v Idrijo. Tu je pripravljal učence za sprejem v 1. razred gimnazije in jih sam vodil v Ljubljano k izpitom. Leta 1847 je odšel za župnika v Žiri in tu ostal do smrti. V Žireh je naproti župnišča zasadil sadni vrt, v katerem so se izobraževali sadjarji iz bližnje in dalnje okolice.